# Ольнуа-ле-Валансьен
Ольнуа́-ле-Валансье́н (фр. Aulnoy-lez-Valenciennes) — коммуна во Франции, регион О-де-Франс, департамент Нор, округ Валансьен, центр одноименного кантона. Пригород Валансьена, примыкает к нему с юга, в 3 км от центра города.
Население (2017) — 7 341 человек.

## Экономика
Структура занятости населения:
- сельское хозяйство — 0,4 %
- промышленность — 2,6 %
- строительство — 2,8 %
- торговля, транспорт и сфера услуг — 55,4 %
- государственные и муниципальные службы — 38,8 %

Уровень безработицы (2017) — 19,2 % (Франция в целом — 13,4 %, департамент Нор — 17,6 %). 

Среднегодовой доход на 1 человека, евро (2017) — 18 380 (Франция в целом — 21 110, департамент Нор — 19 490).

## Демография
Динамика численности населения, чел.

## Администрация
Пост мэра Ольнуа-ле-Валансьена с 2005 года занимает Лоран Депань (Laurent Depagne). На муниципальных выборах 2020 года возглавляемый им левый список победил в 1-м туре, получив 83,14 % голосов.
| Период | Период | Фамилия      | Партия                               | Примечания |
| ------ | ------ | ------------ | ------------------------------------ | ---------- |
| 1945   | 1971   | Эмиль Вайян  | Коммунистическая партия              | садовник   |
| 1971   | 2005   | Жюль Шевалье | Коммунистическая партия              |            |
| 2005   | 2005   | Рене Майяр   |                                      |            |
| 2005   |        | Лоран Депань | Социалистическая партия Разные левые | служащий   |